# Jacques Preiss
Jacques Preiss (Colmar, 1860 - 1916) fou un advocat i polític alsacià. Considerat un gran polemista, el 1891 fou un dels fundadors amb David Blumenthal del Parti Populaire d'Alsace-Lorraine (Elsass Lothringische Volkspartei) inspirat en el Partit Radical Socialista francès. El 1893 fou membre del Liberale Landspartei, amb el que 1896 fou diputat al Reichtag alemany i el 1911 fou diputat al Landtag d'Alsàcia-Lorena per Colmar per la Unió Nacional profrancesa. Representant de l'autonomisme alsacià més antialemany, en començar la Primera Guerra Mundial fou internat per les autoritats alemanyes. Va morir en un camp de presoners.